# Compsibidion trichocerum
Compsibidion trichocerum là một loài bọ cánh cứng trong họ Cerambycidae.